# Itsasondo
Itsasondo és un municipi de Guipúscoa, de la comarca del Goierri.

## Personatges cèlebres
- Eustakio Mendizábal Benito (1994-1973): poeta i activista polític, militant d'ETA.
- Jokin Mujika (1962): ciclista.
- Aitor Garmendia (1968): ciclista.
- Mikel Otegi (1972): militant d'ETA que va assassinar dos ertzaintzes a tirs d'escopeta: Inaki Mendiluze Etxeberria i José Luis González Villanueva. Va ser jutjat per un jurat popular, davant el qual va adduir estar borratxo en el moment de la comissió dels delictes, va resultar absolt amb greu escàndol social. El TSJPV va anul·lar el judici, però abans que es pogués repetir, l'acusat va fugir. Va ser després detingut a França com a membre d'ETA.
- Mikel Gaztañaga Etxeberria (1979): ciclista.
- Zugaitz Ayuso (1979): corredor de cicle-cross.

## Eleccions municipals de 2007
Dos partits polítics van presentar llista al municipi en les passades eleccions municipals. Els resultats collits per ambdues formacions fou:
- Eusko Abertzale Ekintza - Acció Nacionalista Basca : 229 vots (7 escons)
- Partit Popular : 5 vots (0 escons) Amb aquestes dades, es va proclamar alcalde del municipi Xabier Iturrioz Oiarbide amb clara majoria absoluta, a l'assolir les 7 regidories possibles, i deixant al Partit Popular sense representació en l'ajuntament, a causa del fet que solament va collir cinc vots en tota la localitat.